# 澀川站
澀川站（日语：／ Shibukawa eki */?）是位於日本群馬縣澀川市澀川辰巳町的東日本旅客鐵道（JR東日本）鐵路車站。
澀川市的中心車站。伊香保温泉等觀光地的玄關口，除了寢台列車之外，全部特急皆停車。

## 停靠路線
此站是上越線的所屬線，另有吾妻線，共2條路線停靠。此站在軌道名稱上是吾妻線的起點，但所有吾妻線的列車都會途經此站直通上越線至新前橋站，半數以上列車直通至高崎站。另外，JR貨物亦在上越線作為第二種鐵道事業者運行貨物列車。
所有特急草津號列車停靠。然而在上越線此站以北沒有定期運行的優等列車運行。

## 車站構造
地上車站。月台為相對式1面1線、島式1面2線，共計2面3線，站舎旁（西側）的1號線是往水上方向、長野原草津口方向的列車，島式月台内側的2號線是高崎方向列車發着用，3號線是供澀川站發的特急列車發車與其他列車退避、折返用。

### 月台配置
| 月台 | 路線                    | 方向 | 目的地                                        |
| ---- | ----------------------- | ---- | --------------------------------------------- |
| 1    | ■上越線                 | 下行 | 水上方向                                      |
| 1    | ■吾妻線                 | 下行 | 中之條、長野原草津口、萬座·鹿澤口方向         |
| 2、3 | ■上越線 （包括■吾妻線） | 上行 | 高崎、熊谷、上野方向 （※3號月台只限部分列車） |

（來源：JR東日本:車站構內圖 （页面存档备份，存于））

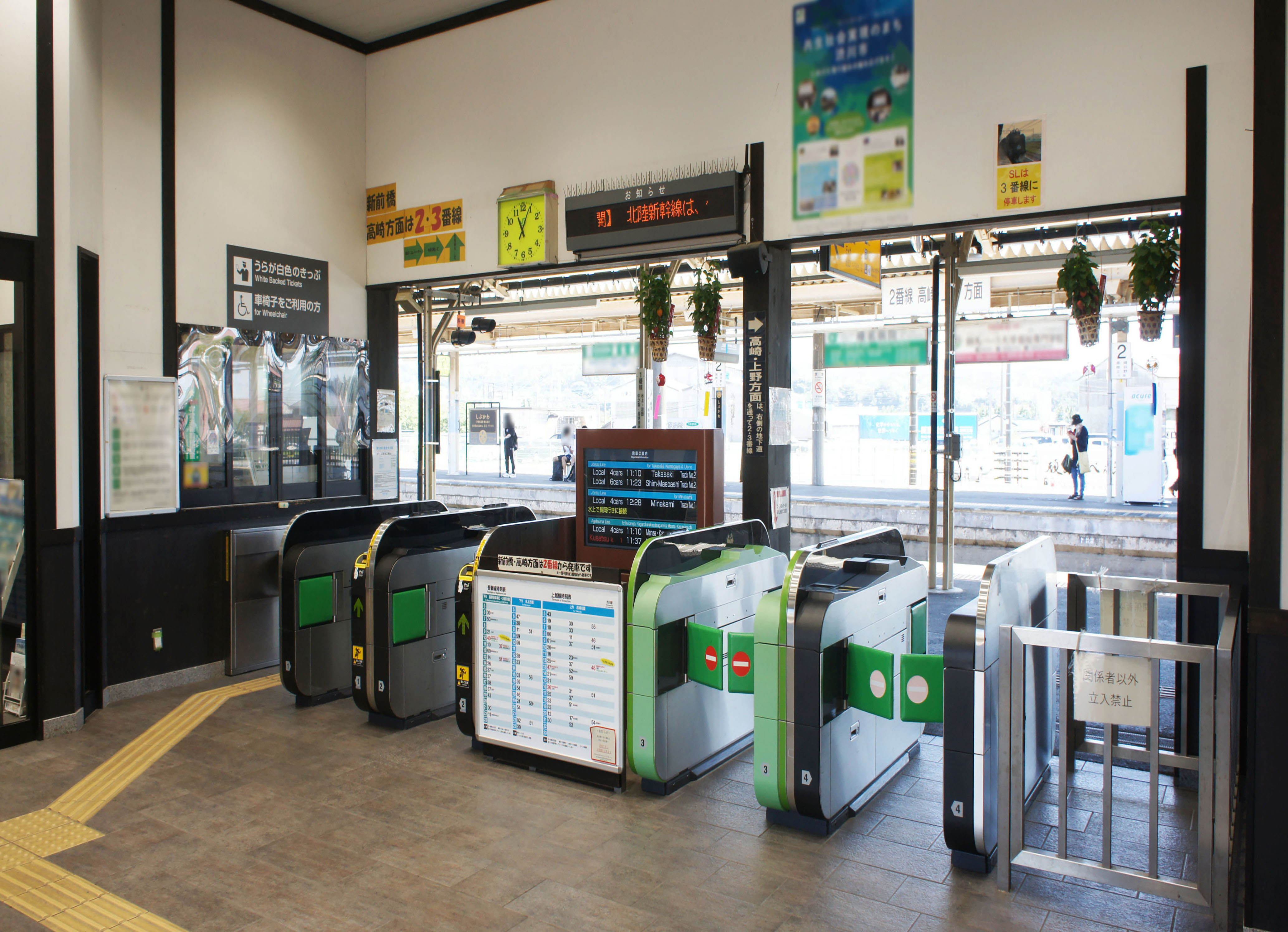
檢票口（2021年7月）
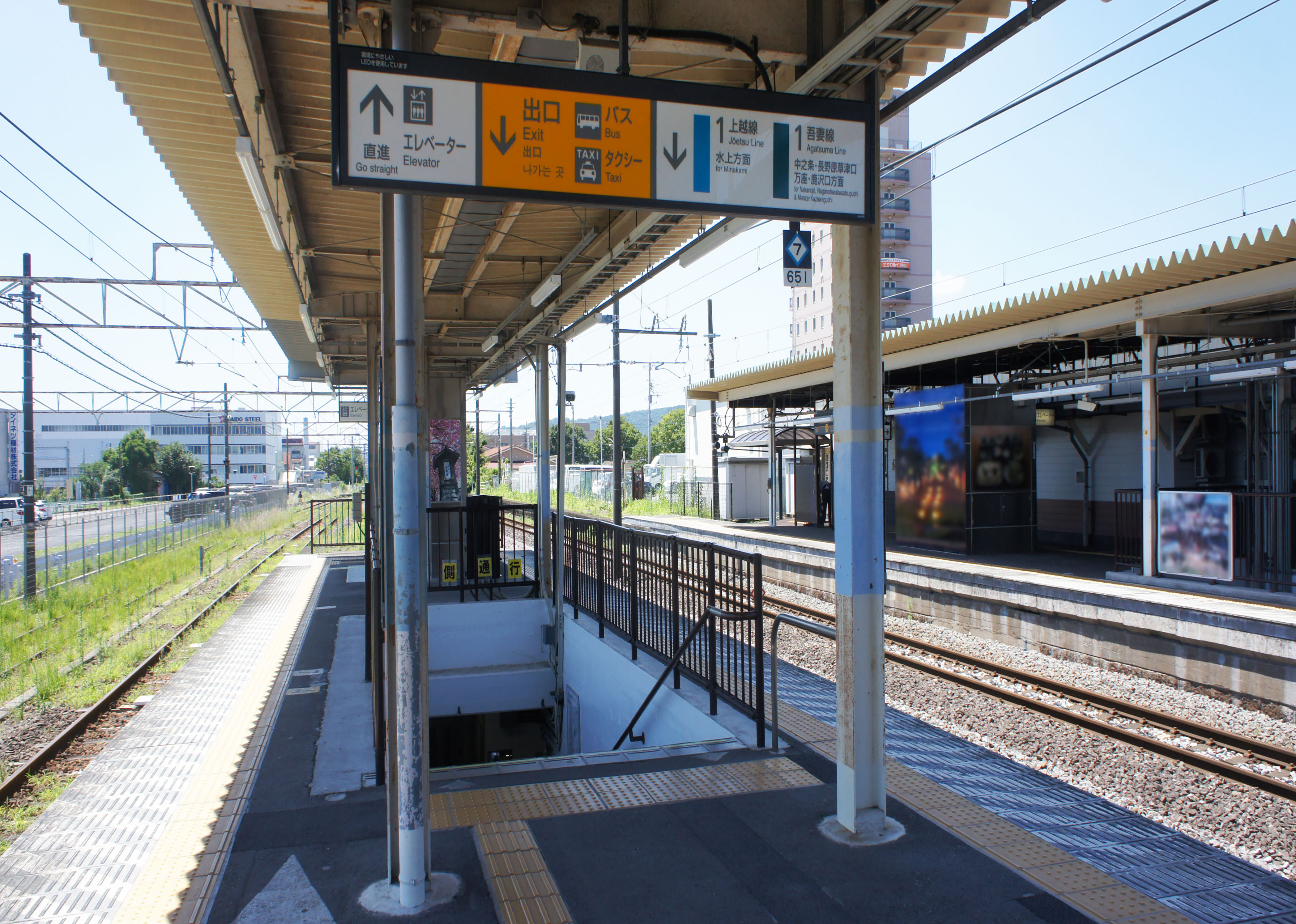
地下道（2021年7月）
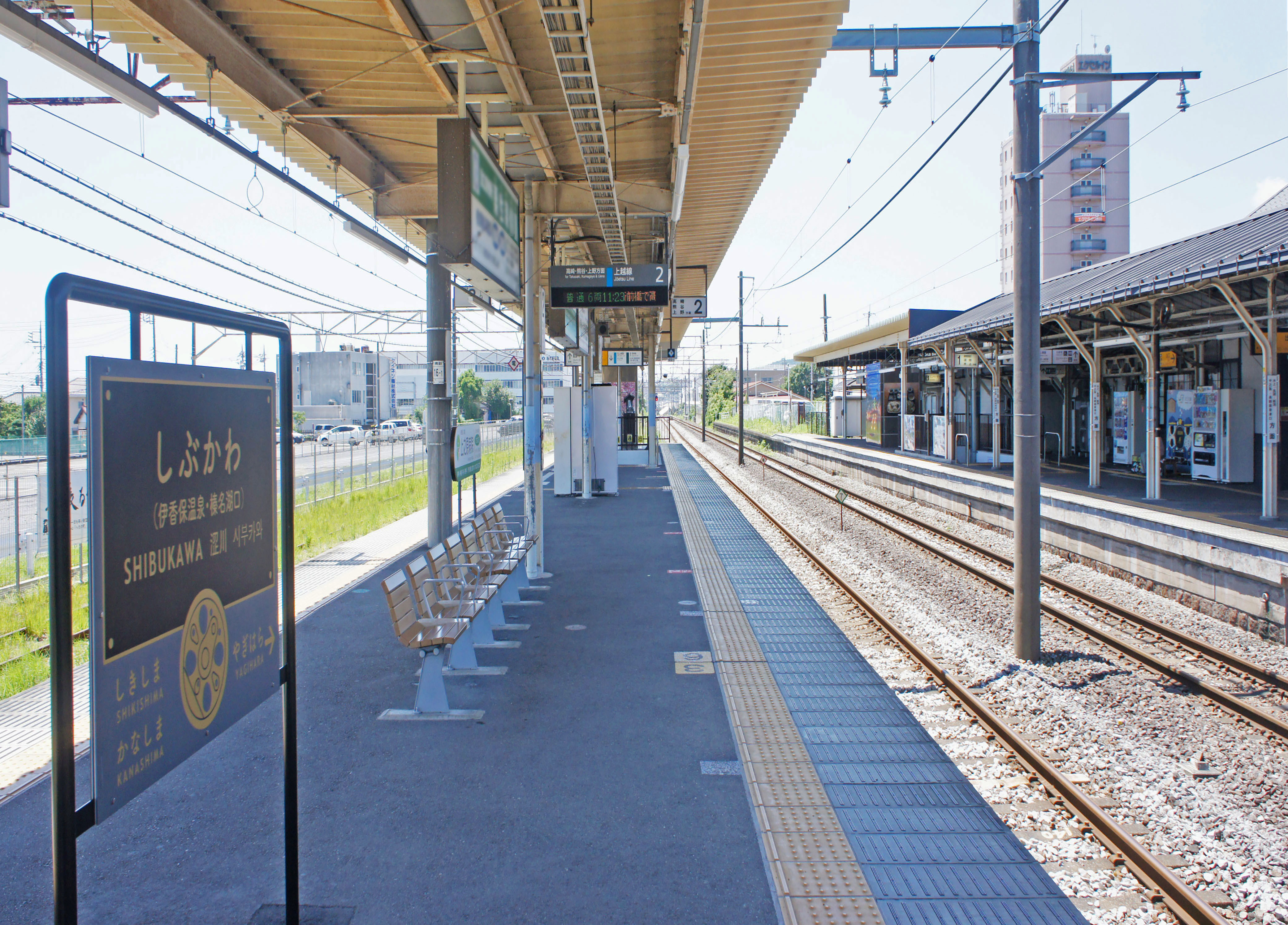
月台（2021年7月）

## 使用情況

### 旅客
根據JR東日本，2019年（令和元年）度1日平均上車人次為3,263人。此站在群馬縣內的上越線車站次於高崎站、新前橋站、高崎問屋町站排行第4多。
近年的推移如下表。
| 上車人次推移       | 上車人次推移     | 上車人次推移 |
| 年度               | 1日平均 上車人次 | 來源         |
| ------------------ | ---------------- | ------------ |
| 2000年（平成12年） | 3,997            | [ 旅客 2 ]   |
| 2001年（平成13年） | 3,926            | [ 旅客 3 ]   |
| 2002年（平成14年） | 3,779            | [ 旅客 4 ]   |
| 2003年（平成15年） | 3,643            | [ 旅客 5 ]   |
| 2004年（平成16年） | 3,585            | [ 旅客 6 ]   |
| 2005年（平成17年） | 3,563            | [ 旅客 7 ]   |
| 2006年（平成18年） | 3,486            | [ 旅客 8 ]   |
| 2007年（平成19年） | 3,482            | [ 旅客 9 ]   |
| 2008年（平成20年） | 3,608            | [ 旅客 10 ]  |
| 2009年（平成21年） | 3,565            | [ 旅客 11 ]  |
| 2010年（平成22年） | 3,515            | [ 旅客 12 ]  |
| 2011年（平成23年） | 3,428            | [ 旅客 13 ]  |
| 2012年（平成24年） | 3,486            | [ 旅客 14 ]  |
| 2013年（平成25年） | 3,506            | [ 旅客 15 ]  |
| 2014年（平成26年） | 3,421            | [ 旅客 16 ]  |
| 2015年（平成27年） | 3,441            | [ 旅客 17 ]  |
| 2016年（平成28年） | 3,407            | [ 旅客 18 ]  |
| 2017年（平成29年） | 3,453            | [ 旅客 19 ]  |
| 2018年（平成30年） | 3,394            | [ 旅客 20 ]  |
| 2019年（令和元年） | 3,263            | [ 旅客 1 ]   |

### 貨物
根據「澀川市統計書」，貨物輸送的推移如下表。
| 貨物輸送推移       | 貨物輸送推移 | 貨物輸送推移 | 貨物輸送推移 |
| 年度               | 發送         | 到着         | 來源         |
| ------------------ | ------------ | ------------ | ------------ |
| 2001年（平成13年） | 26,187       | 29,424       | [ 2 ]        |
| 2002年（平成14年） | 21,892       | 29,513       | [ 2 ]        |
| 2003年（平成15年） | 20,525       | 28,227       | [ 2 ]        |
| 2004年（平成16年） | 20,718       | 36,567       | [ 2 ]        |
| 2005年（平成17年） | 9,004        | 11,160       | [ 2 ]        |

## 車站周邊
位於澀川市中心部的市街地，附近有不少商店和銀行。徒步5分鐘距離的站前兒童公園（通稱SL公園）保存有D51形蒸氣機關車724號。
站前廣場有往附近各温泉的巴士路線。
- 澀川SATY
- 大同特殊鋼 澀川工場
- 國道17號
- 澀川市役所
- 澀川市立豐秋小學校
- 澀川市立南小學校
- 澀川市立澀川中學校
- 群馬縣立澀川高等學校
- 群馬縣立澀川女子高等學校

- 伊香保温泉 - 關越交通巴士25分鐘

## 历史
- 1921年（大正10年）7月1日 上越南線、新前橋 - 澀川間開業時開設
- 1924年（大正13年）3月31日 同、澀川 - 沼田間延伸開業
- 1945年（昭和20年）1月2日 長野原線、澀川 - 長野原間開通、貨物營業開始
- 1945年（昭和20年）8月5日 同、澀川 - 中之条間的旅客營業開始
- 1947年（昭和22年）4月1日 上越線、高崎 - 水上間電氣化
- 1963年（昭和38年）8月2日 上越線、八木原 - 澀川間複線化
- 1964年（昭和39年）3月18日 同、澀川 - 敷島間複線化
- 1967年（昭和42年）6月10日 長野原線、澀川 - 長野原間電氣化
- 1987年（昭和62年）4月1日 國鐵分割民營化後成為東日本旅客鐵道車站
- 2004年（平成16年）10月16日　東京近郊區間開始可以使用Suica

## 相鄰車站
※特急「草津」的相鄰停車站參見列車記事。
東日本旅客鐵道
■上越線
八木原－澀川－敷島
■吾妻線（高崎－此站之間為上越線）
八木原－澀川－金島

### 使用情況
1. 1 2  . 東日本旅客鉄道.   [2020-07-12]. （原始内容存档于2020-07-10）.
2. ↑  . 東日本旅客鉄道.   [2019-04-11]. （原始内容存档于2019-03-28）.
3. ↑  . 東日本旅客鉄道.   [2019-04-11]. （原始内容存档于2019-03-28）.
4. ↑  . 東日本旅客鉄道.   [2019-04-11]. （原始内容存档于2019-03-28）.
5. ↑  . 東日本旅客鉄道.   [2019-04-11]. （原始内容存档于2019-03-28）.
6. ↑  . 東日本旅客鉄道.   [2019-04-11]. （原始内容存档于2019-03-28）.
7. ↑  . 東日本旅客鉄道.   [2019-04-11]. （原始内容存档于2019-03-28）.
8. ↑  . 東日本旅客鉄道.   [2019-04-11]. （原始内容存档于2019-03-28）.
9. ↑  . 東日本旅客鉄道.   [2019-04-11]. （原始内容存档于2019-03-28）.
10. ↑  . 東日本旅客鉄道.   [2019-04-11]. （原始内容存档于2019-03-28）.
11. ↑  . 東日本旅客鉄道.   [2019-04-11]. （原始内容存档于2019-03-28）.
12. ↑  . 東日本旅客鉄道.   [2019-04-11]. （原始内容存档于2019-03-28）.
13. ↑  . 東日本旅客鉄道.   [2019-04-11]. （原始内容存档于2019-03-28）.
14. ↑  . 東日本旅客鉄道.   [2019-04-11]. （原始内容存档于2019-03-22）.
15. ↑  . 東日本旅客鉄道.   [2019-04-11]. （原始内容存档于2016-03-04）.
16. ↑  . 東日本旅客鉄道.   [2019-04-11]. （原始内容存档于2019-03-22）.
17. ↑  . 東日本旅客鉄道.   [2019-04-11]. （原始内容存档于2019-03-22）.
18. ↑  . 東日本旅客鉄道.   [2019-04-11]. （原始内容存档于2019-03-22）.
19. ↑  . 東日本旅客鉄道.   [2019-04-11]. （原始内容存档于2019-03-22）.
20. ↑  . 東日本旅客鉄道.   [2019-07-12]. （原始内容存档于2019-07-05）.

## 外部連結
- 車站資訊（澀川）：東日本旅客鐵道